# 시빌 워 (만화)

《시빌 워》(Civil War)는 스티브 맥니븐 그림, 마크 밀러 글의 마블 코믹스 크로스 오버 작품이다.
시빌 워로 국내 정식발매된 코믹스는 다음과 같다. 단,《시빌 워 프로즈 노블》은 소설이다.

## 내용
뉴 워리어스 멤버(나이트 트래셔, 나모리타, 스피드볼, 마이크로브)가 코네티컷 주의 스탬포드에서 리얼리티 TV쇼를 찍던 중, 빌런들(코발트맨, 스피드프릭, 콜드하트, 나이트로)과 전투가 벌어져 어린 아이를 포함해 600명 이상의 민간인이 사망하는 사건이 발생한다.  이 사건을 계기로 여론은 초인들한테서 등을 돌리고, 활동하지 않는 뉴 워리어스마저 ‘베이비 킬러’라 불리며 적대시된다. 이에 미 의회는 초인이 대중에 신분을 공개하고 정부의 관리를 받는 법안인 초인등록법안을 제정한다.
그리고 그 법안을 위반하는 초인들을 사냥하기 위한 특수집단을 조직하여 리더로 캡틴 아메리카를 지목하지만 그가 이 제안을 거절하자 대신 아이언 맨을 리더로 앉힌다. 결국 캡틴 아메리카는 아이언 맨 진영의 공격을 피해 지하로 숨어들어 등록법안에 반대하는 저항조직 ‘시크릿 어벤저스’를 만든다. 아이언 맨과 리드 리저즈, 헨리 핌 그리고 쉬헐크가 법을 지지하는 쪽에 서고 특히 스파이더맨은 기자회견장에서 마스크를 벗어 던지면서까지 강력한 지지 의사를 표명한다.
한편 일련의 사태를 겪는 가운데 아이언 맨에게 동조한 것을 후회하던 스파이더맨은 탈퇴를 선언하고 도주하던 중 추격자들에게 무참히 폭행당한다. 이때 퍼니셔가 나타나 스파이더맨을 구하고 시크릿 어벤저스의 비밀기지로 데려간다. 얼마 후 부상에서 회복된 스파이더맨은 캡틴 아메리카를 도와 아이언 맨과 싸울 것임을 공식적으로 선포한다.